# Cimoliopterus
Cimoliopterus (il cui nome significa "ala di gesso") è un genere estinto di pterosauro pterodactyloide ornithocheiride vissuto nel Cretaceo inferiore-superiore, circa 112-94 milioni di anni fa (Albiano-Cenomaniano), in quelli che oggi sono Inghilterra, Regno Unito, e Texas, Stati Uniti.
Il genere conta due specie valide: la specie tipo C. cuvieri, in precedenza considerata parte di diversi generi a seconda dell'autore, ma che ha ricevuto un suo proprio genere nel 2013, e la seconda specie  C. dunni.

## Descrizione
Bowerbank, estrapolando i dati dai resti di P giganteus, stimò un'apertura alare per P. cuvieri di 16 piedi e 6 pollici, pari a circa 5,04 metri, divenendo così il più grande animale volante, estinto o esistente, conosciuta nel 1851. Questa affermazione all'epoca riscontrò un notevole scetticismo, anche se oggi si conosco pterosauri di dimensioni ben maggiori. Stime successive stabilirono delle misure più accettabili per entrambe le specie: la specie tipo C. cuvieri aveva il cranio lungo circa 40 centimetri (16 pollici), per un'apertura alare di 2,0-2,5 metri (6,5-8 piedi); la seconda specie C. dunni aveva un cranio lungo circa 50 centimetri (20 pollici), per un'apertura alare di 2,5-3 metri (8-10 piedi).
Nel 2013, Rodrigues e Kellner stabilirono due unici tratti derivati, o autapomorfie, per Cimoliopterus, rendendolo unico tra i suoi parenti: la sua cresta è posizionata molto indietro nella premascella, a livello della settima coppia di denti, ma inizia prima della fenestra nasoantorbitalis, l'ampia apertura del cranio. La cresta somiglia superficialmente a quella osservabile in Anhanguera, sebbene cominci molto più avanti sul muso rispetto a quest'ultima. È presente una densità di tre denti per tre centimetri nella parte anteriore della mascella superiore e di due denti nella parte posteriore della mascella. Inoltre, il Cimoliopterus mostra una combinazione unica di tratti peculiari: il muso è provvisto di cresta; la cresta si trova sulla linea mediana del palato, e nella parte anteriore raggiunge il livello della terza coppia di denti; il palato è curvato verso l'alto; non c'è espansione della mascella nella parte anteriore; la seconda e la terza coppia di denti sono all'incirca ugualmente grandi e più grandi della quarta coppia di denti; nella parte posteriore la distanza tra i denti aumenta gradualmente.

## Classificazione

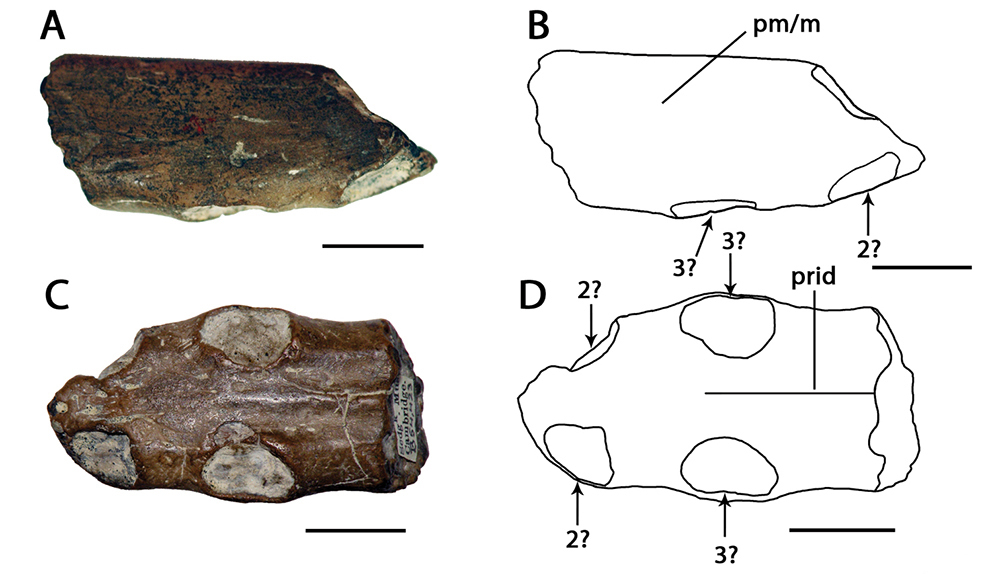
Olotipo di P. fittoni

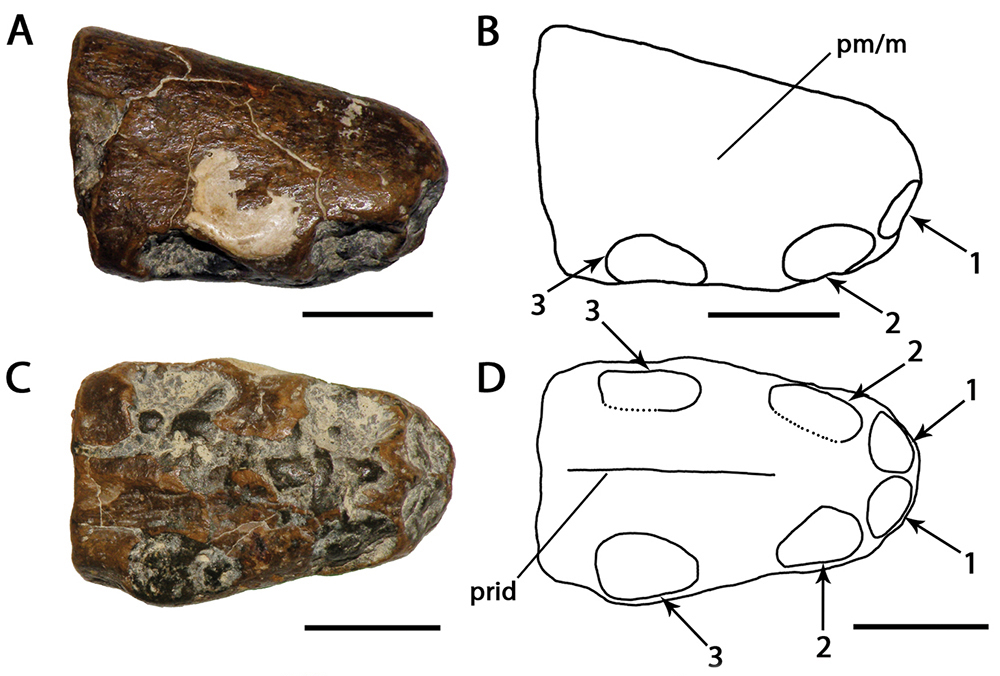
Olotipo di O. brachyrhinus

Sia Rodrigues e Kellner che Myers (2015) hanno collocato Cimoliopterus in analisi filogenetiche per determinare le sue relazioni con altri pterosauri. Rodrigues e Kellner scoprirono che l'animale si collocava alla base del lignaggio Ornithocheiridae (sebbene non abbiano utilizzato questa terminologia). Myers scoprì anche che il Cimoliopterus era un'ornithocheiride basale e che entrambe le specie del genere erano strettamente imparentate con Aetodactylus halli.

### Specie
Il genere Cimoliopterus comprende due specie valide:
- Cimoliopterus cuvieri è noto da un muso parziale di circa 13 centimetri (5.5 pollici) di lunghezza. Le punte delle mascelle si incurvavano verso l'alto e il muso possedeva una cresta arrotondata. La cresta cresceva in dimensioni sopra la settima posizione del settimo dente e a seguito una curva sinusoidale. L'animale possedeva, inoltre, un'espansione laterale simili ad un cucchiaio sulle punte delle mascella, come in Anhanguera, ed il muso era alto e stretto, essendo largo meno di 1,5 centimetri (1/2 pollici). Il frammento di muso presenta circa 11 alveoli dentali, di cui la prima era leggermente puntata in avanti. Questa specie è stata ritrovata in Inghilterra, Regno Unito.
- Cimoliopterus dunni è anch'esso noto da un muso parziale, questa volta lungo 17 centimetri (7 pollici) di lunghezza. Come C. cuvieri presenta le punte delle mascelle incurvate verso l'alto e una cresta sinusoidale, ma differisce in quanto la sua cresta inizia sopra la quarta posizione del quarto dente ed è proporzionalmente più alta. Come in C. cuvieri il muso mancava dell'espansione a cucchiaio terminale ed era alto e stretto. Il frammento presenta tredici alveoli dentali, e come C. cuvieri il primo alveolo era inclinato in avanti. Questa specie è stata ritrovata nel Texas, Nord America.

## Storia della scoperta

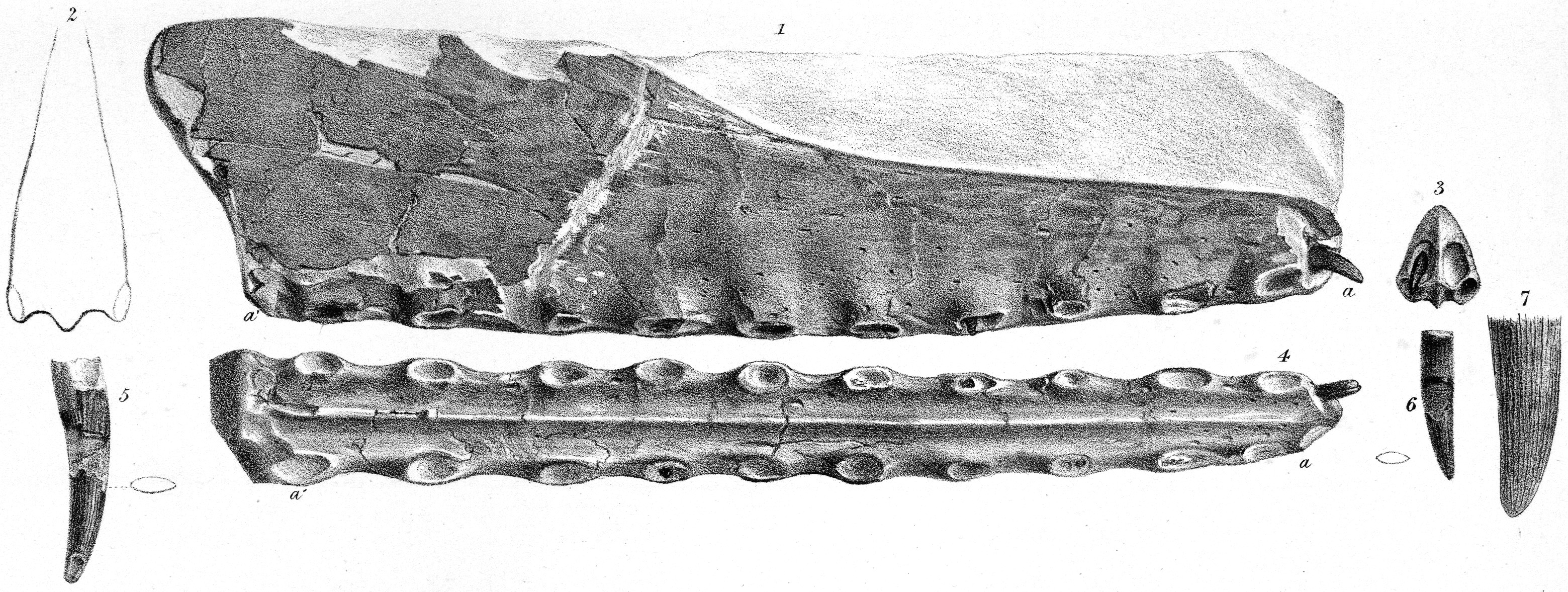
Litografia che mostra il dente mancante

Nel 1851, James Scott Bowerbank nominò e descrisse alcuni resti ritrovati in una cava di gesso a Burham, vicino a Maidstone, nel Kent, come una nuova specie del genere Pterodactylus: Pterodactylus cuvieri. Il nome specifico onorava Georges Cuvier. La stessa cava era già nota per aver restituito i resti della specie Pterodactylus giganteus.
Nel 1869, Harry Govier Seeley ribattezzò la specie Ptenodactylus cuvieri, allo stesso tempo declinando il nome rendendolo invalido agli standard moderni. Nel 1870, Seeley si era reso conto che il nome generico di Ptenodactylus era stato già usato, perciò ribattezzò l'esemplare Ornithocheirus cuvieri. Nel 1874, Richard Owen lo ribattezzò Coloborhynchus cuvieri; [6] nel 2001 David Unwin cambiò nuovamente il suo nome in Anhanguera cuvieri.
Nel 2013, Taissa Rodrigues e Alexander Wilhelm Armin Kellner crearono un genere separato: Cimoliopterus. Il nome generico combina la parola Κιμωλία, Kimolia, l'argilla bianca dell'isola Kimolos (kimolia significa "gesso" in greco antico) con la parola greca latinizzata πτερόν, pteron, ossia "ala". La specie tipo rimane Pterodactylus cuvieri, mentre la nuova combinazione è Cimiliopterus cuvieri. Va notato che poiché la radice della parola greca incomincia per K, l'iniziale con la C non è corretta, ed il nome andrebbe pronunciato con la K iniziale.
L'olotipo, NHMUK PV 39409, è stato ritrovato in uno strato della Formazione Chalk risalente al Cenomaniano-Turoniano. L'olotipo consiste in un frammento del muso. Inizialmente era conservato con un solo dente sulla punta a destra, ma il dente andò perduto entro il 2007.

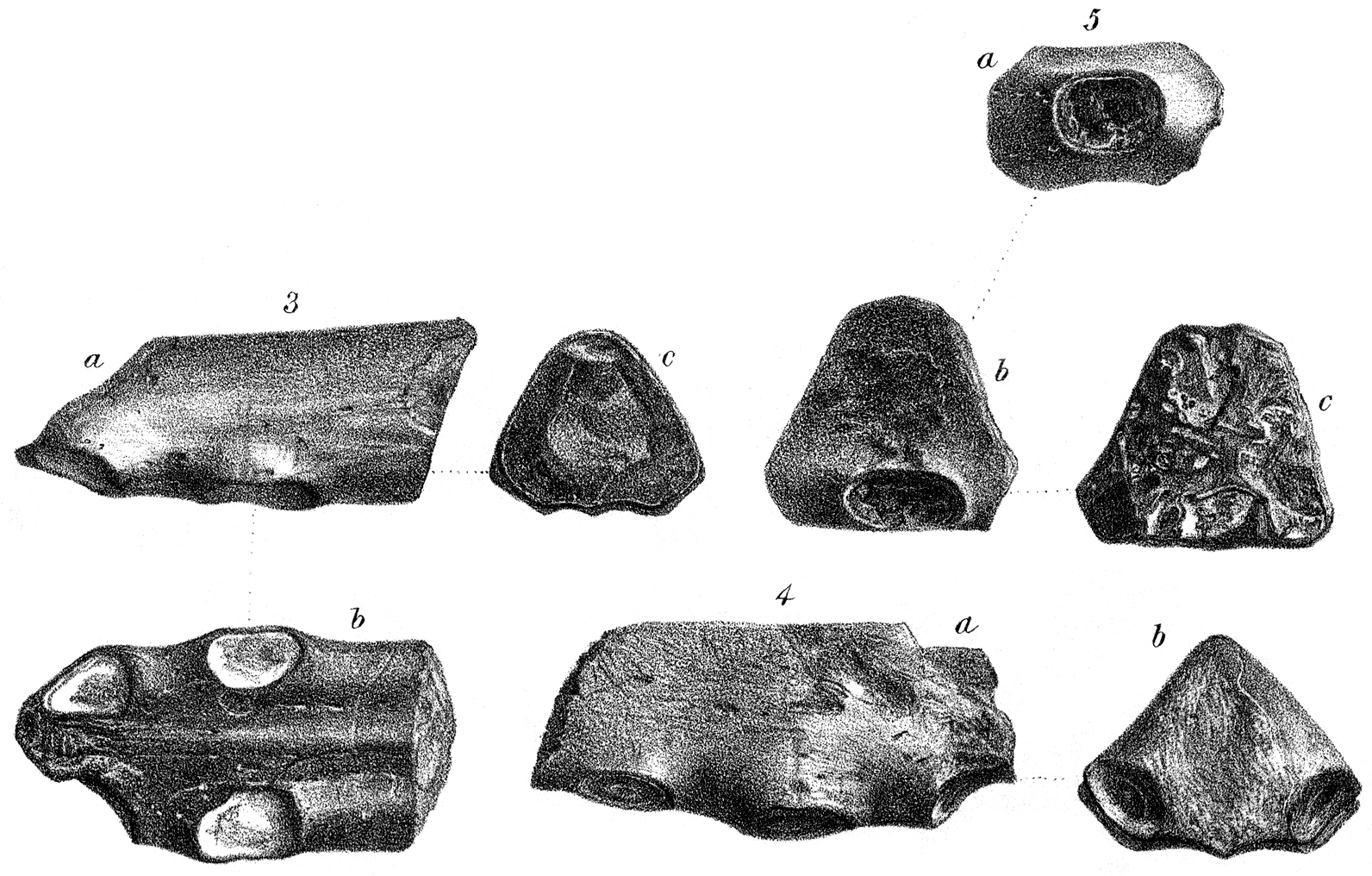
Frammento di mascella di P. fittoni, identico a C. cuvieri

Le specie Ornithocheirus brachyrhinus (Seeley 1870) e Pterodactylus fittoni (Owen 1859) condividono diverse caratteristiche con C. cuvieri, e non si può quindi escludere che siano lo stesso taxon. Tuttavia, entrambi sono troppo incompleti per essere riferiti con sicurezza a C. cuvieri, pertanto sono stati considerati da Rodrigues e Kellner come nominia dubia.
Nel 2015 è stata descritta una nuova specie, Cimoliopterus dunni della Formazione Britton nel Texas centro-settentrionale, Stati Uniti, che risale al periodo Cenomaniano, nel primo periodo del Cretaceo superiore. L'esemplare olotipico consiste in un rostro parziale con 26 alveoli conservati e porta una sottile cresta premascellare che inizia sopra il quarto alveolo, la punta del muso è spuntata e il rostro ha un angolo di 45° rispetto alla parte anteriore del palato. Questa scoperta estende la distribuzione del genere al Nord America e mostra che le faune di pterosauri provenienti dall'Europa e dal Nord America erano ancora in contatto durante il Cretaceo medio. L'analisi filogenetica inclusa nella descrizione di questa specie indica che il Cimoliopterus è uno pteranodontoide basale strettamente correlato ad Aetodactylus, anch'esso ritrovato nel Cenomaniano del Texas.

## Paleobiologia
Come tutti i membri della famiglia degli ornithocheiridi, anche il Cimoliopterus era pescatore aereo, sorvolando il mare alla ricerca di pesci, molluschi e altri animali marini. Entrambe le specie vissero circa 95 milioni di anni fa, e si trovano in rocce depositatesi in un mare poco profondo, zone ideali per la pesca.